# Matagorda
Matagorda – jednostka osadnicza w Stanach Zjednoczonych, w stanie Teksas, w hrabstwie Matagorda.